# Port lotniczy Lumbia
Port lotniczy Lumbia (IATA: CGY, ICAO: RPML) – międzynarodowy port lotniczy położony w Cagayan de Oro, na Filipinach.